# Pristimantis crenunguis
Espèce
Synonymes
- Eleutherodactylus crenunguis Lynch, 1976

Statut de conservation UICN

 EN B1ab(iii) : En danger
Pristimantis crenunguis est une espèce d'amphibiens de la famille des Craugastoridae.

## Répartition
Cette espèce est endémique de la province de Pichincha en Équateur. Elle se rencontre entre 760 et 2 486 m d'altitude sur versant Ouest de la cordillère Occidentale.

## Description
Les mâles mesurent de 35,2 à 49,2 mm.

## Publication originale
- Lynch, 1976 : New species of frogs (Leptodactylidae: Eleutherodactylus) from the Pacific versant of Ecuador. Occasional papers of the Museum of Natural History, the University of Kansas, no 55, p. 1-33 (texte intégral).